# Pete Yellin
Peter Michael Yellin (* 18. Juli 1941 in New York City; † 13. April 2016 ebenda) war ein US-amerikanischer Jazzsaxophonist, -flötist und -klarinettist.

## Leben und Wirken
Yellin, der Sohn eines NBC-Studiopianisten ist, hatte zunächst Privatunterricht bei Augustine Duques und studierte dann an der Juilliard School of Music Saxophon bei Joseph Allard und Flöte bei Harold Bennett.
Er arbeitete dann mit Lionel Hampton, Buddy Rich und Tito Puente und war von 1970 bis 1973 Mitglied von Joe Hendersons Band, an deren Album Pursuit of Blackness er mitwirkte. Daneben wirkte er auch bei Mario Bauzá, Maynard Ferguson, Lionel Hampton und dem Thad Jones/Mel Lewis Orchestra mit und nahm in dieser Zeit auch mit Sam Jones und Charles Earland auf. Im Folgejahr gründete er eine eigene Band, mit der er beim Newport Jazz Festival auftrat; daneben spielte er auch mit Tito Puente.
Als Sideman arbeitete Yellin unter anderem mit Bob Mintzer, Eddie Palmieri, George Benson, Machito und Chick Corea. 1984 gründete er das Jazzprogramm an der Long Island University, das er bis Ende der 1990er als Koordinator für das Jazzstudium leitete. Er starb im April 2016 an den Folgen eines Schlaganfalls.

## Diskographie (Auswahl)
- Dance of Allegra
- It’s the Right Thing mit Hal Galper
- Mellow Soul mit Fred Hersch, Ron McClure, Tony Reedus
- Pete Yellin’s European Connection mit Bernhard Pichi, Günther Rissmann, Dejan Terzic
- Colors of Brooklyn mit Randy Brecker, Lew Soloff, Kenny Drew junior, Rufus Reid, Christian McBride, Tony Reedus, Carl Allen
- It’s You Or No One mit Nicholas Payton, Bob Mintzer, Stephen Scott, Dwayne Burno, Carl Allen
- Mellow Soul II mit Eddie Henderson, Vincent Herring, Chick Corea, Harvie Swartz, Carl Allen, Peter Leitch, Louis Bauzo